# Nuria Olivé
Núria Olivé Vancells (Barcelona, 20 augustus 1968) is een Spaans hockeyster.
Olivé werd met de Spaanse ploeg in 1992 in eigen land olympisch kampioen.

## Erelijst
- 1990 – 5e Wereldkampioenschap in Sydney
- 1991 - 6e Champions Trophy Berlijn
- 1992 –  Olympische Spelen in Barcelona